# Jeff Chimenti

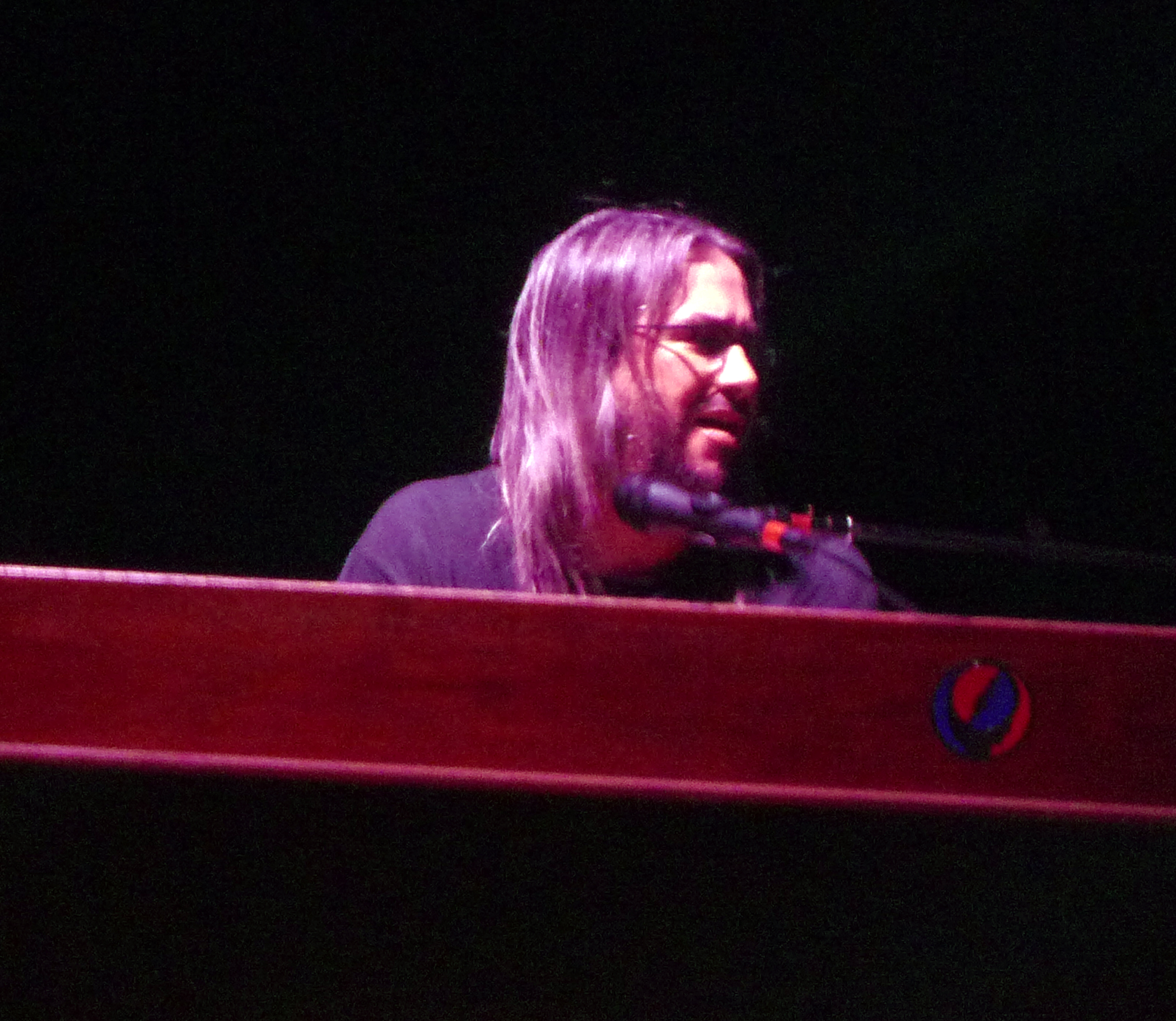
Jeff Chimenti (2011)

Jeff Chimenti (* 21. Oktober 1968) ist ein US-amerikanischer Keyboarder, der durch die Rockband Ratdog bekannt wurde.

## Leben
Jeff Chimenti wuchs in San Francisco auf. Im Alter von vier Jahren fand Chimente Gefallen an der Musik, als er die kirchlichen Orgelspieler nachahmte und so den Weg zum Piano fand. Mit sieben Jahren begann er mit Musikunterricht bei Angela Biggio, die eine Studentin von Leonard Bernstein und Rudolf Serkin war. Während seiner High-School-Zeit trat er der „South San Francisco H.S. jazz band“ bei. Dadurch wurde einer der Lehrer auf ihn aufmerksam und förderte ihn, indem er half, auf diversen Gigs zu spielen.
Schon in der zehnten Klasse spielte er in der Jazzband des College von San Mateo, Kalifornien. Zeitgleich war er ebenfalls Mitglied der „Skyline College Big Band“ und des dortigen Symphonieorchesters.
Nachdem er 1984 die High School abgeschlossen hatte, meldete er sich am San Mateo College an und belegte den Jazz Workshop, wobei er Pony Poindexter traf. Ein Jahr später beendete er seine schulische Ausbildung. Er fand stattdessen eine Anstellung in Amsterdam. Bis in die frühen 1990er Jahre spielte er mit diversen Musikern zusammen. So begleitete er En Vogue und MC Hammer bei deren ersten Tournee. Des Weiteren spielte er mit bekannten Musikern wie Charnett Moffett, Art Farmer, John Handy und Ernie Watts in Jazz-Clubs. Er war ein Abrufkeyboarder, für Musiker, die ohne ihre Hausband unterwegs waren, auch nahm er sieben Jahre lang beim Monterey Jazz Festival teil.
Über „Dave Ellis’s jazz quartet“ wurde Chimenti im Mai 1997 Keyboarder der Band Ratdog von Bob Weir, wo er Stammmusiker wurde. Bisher nahm er mit der Band zwei Alben auf. Über Weir kam er 2002 als Keyboarder zu der Grateful-Dead-Nachfolgeband The Other Ones, die kurz darauf in The Dead umbenannt wurde, wo Chimenti weiterhin spielte und ein weiteres Album aufnahm. 2009 gründeten Weir und Phil Lesh die Band Furthur, bei der Jeff Chimenti ebenfalls Keyboard spielte und auf Alben vertreten ist.

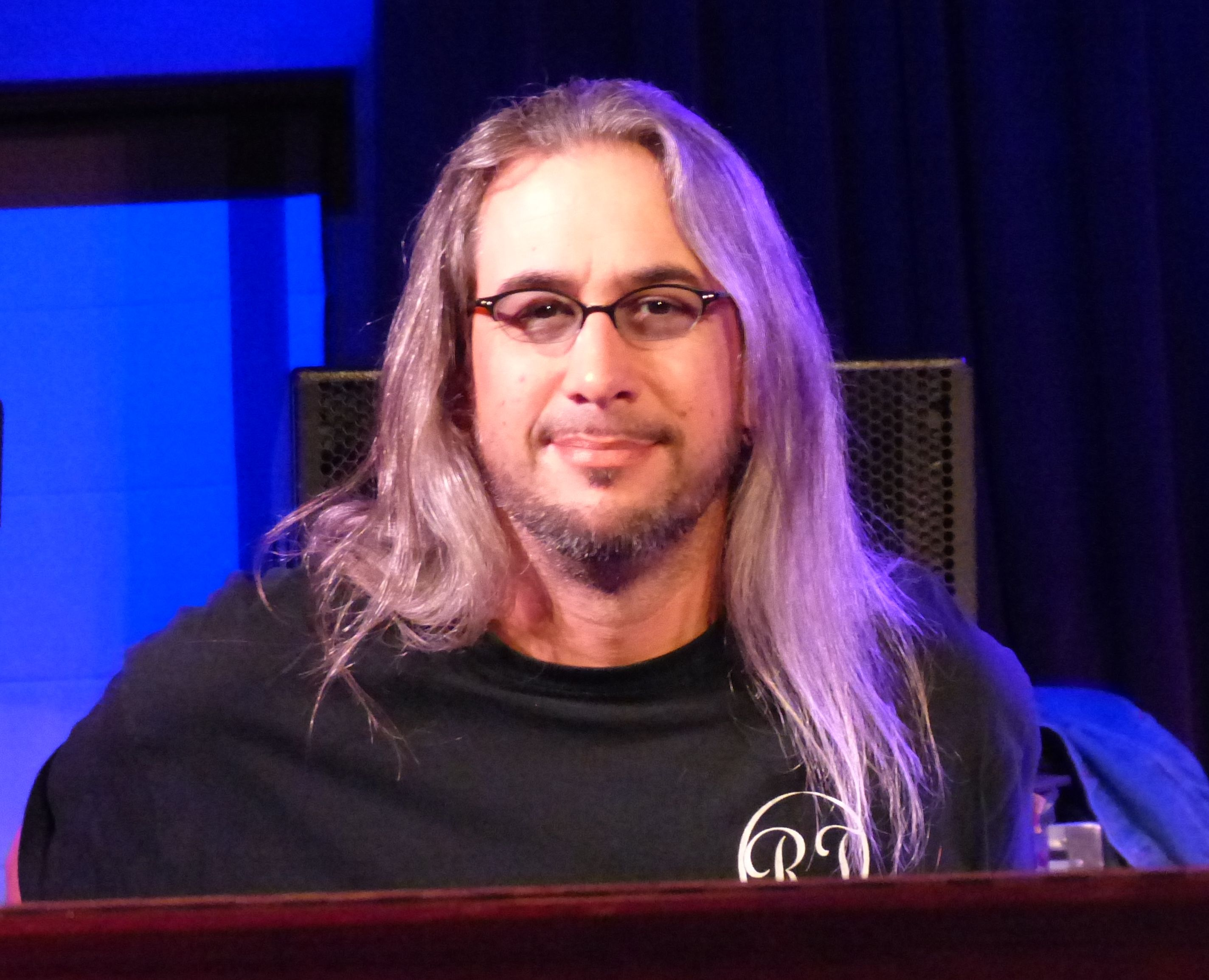
Jeff Chimenti 2013 während eines Konzerts mit Phil Lesh & Friends

Zudem war er von 2000 bis 2002 Mitglied von Colonel Les Claypool’s Fearless Flying Frog Brigade von Les Claypool, wo er zwei Alben mit einspielte. Weitere Alben nahm er mit Larry Coryell, Pete Escovedo und Dave Ellis auf.
2015 wurde er eingeladen, bei den Konzerten zum 50. Bandjubiläum der Grateful Dead gemeinsam mit den noch lebenden Bandmitgliedern in fünf Konzerten Keyboard zu spielen. Im Anschluss daran wurde er Mitglied von Dead & Company. Gemeinsam mit den früheren Grateful Dead Mitglieder Bob Weir (Gitarre), Bill Kreutzmann (Drums) und Mickey Hart (Drums) sowie John Mayer (Gitarre) und Oteil Burbridge (Bass) tourt die Gruppe regelmäßig durch die Vereinigten Staaten.